# 곽광
곽광(霍光, ? ~ 기원전 68년)은 전한 중기의 권신, 정치가이다. 자는 자맹(子孟)이며 작위는 박륙후(博陸侯), 시호는 선성(宣成)이다. 하동군 평양현(平陽縣) 출신으로, 무제 때의 명장 곽거병의 인척이다.

## 생애

### 한 무제 재위 기간
정확히 언제 출생했는지는 아직 밝혀지지 않았다. 형 곽거병은 아버지 곽중유가 결혼 전에 낳은 사생아로 어머니 위소아에게 길러졌고 자신은 아버지가 이후 결혼하고 낳은 아들로, 훗날 곽거병이 원정 중 친아버지를 만나고 돌아가면서 곽거병을 따라 장안으로 가 그곳에서 자라났다. 이후의 경력 역시 잘 알려져 있지 않으나, 대부분의 역사 학자들은 기원전 88년경부터 그가 권력을 잡기 시작했다고 보는데, 이는 전한 무제가 서거하기 거의 직전이다. 무제가 서거할 당시에는 봉거도위(奉車都尉)와 광록대부(光祿大夫)를 역임하고 있었다.

### 한 소제 재위 기간
그가 정말로 조정에서의 두각을 나타낸 것은 무제가 죽기전 소제를 부탁한다는 유언을 남기고 간 뒤부터였다. 무제가 서거한 뒤 부터, 좌장군 상관걸(上官桀)과 함께 소제를 보좌 하였으나, 상관걸과는 권력 충돌이 잦았다. 그 뒤 상관걸이 곽광을 죽이기 위해 계략을 꾸미자, 그것을 빌미로 그를 완전히 조정에서 축출해낸다. 후에는 아무런 간섭 없이 대사마 대장군(大司馬大將軍)이 되어, 최고의 권력가가 된다.

### 창읍왕 유하
소제가 서거한 뒤에는 창읍왕 유하가 황제로 즉위한다. 그러나 유하는 제위 27일만에 곽광의 손에 의하여 황제의 자리에서 쫓겨난다. 기록에 따르면 창읍왕 유하가 소제의 제사 중에 무례를 범하여 폐위 되었다고 전해진다.

### 한 선제 재위 기간 및 사후
전한 선제가 즉위하고, 선제가 곽광의 딸을 황후로 맞아들이면서 그의 권력은 날이 갈 수록 강해져 갔다. 그렇게 선제 때에 가장 강력한 권력자가 되었던 곽광은 기원전 68년에 사망한다. 그가 죽은 뒤에 선제는 곽 황후를 폐하고 곽씨 일족을 멸망 시키는데, 선제의 이런 행동을 통해서 곽광의 권력이 왕권을 위협할 정도였다는 것을 알 수 있다.

## 기타
전한 때의 흉노 정벌의 영웅인 곽거병(霍去病)과는 배다른 형제 사이이다.
곽광이 창읍왕 유하를 폐위시킨 고사는 훗날 고려에서 활용되었다. 1388년 위화도 회군 직후 윤소종이 이성계(훗날 조선 태조)에게 《한서》의 〈곽광전(霍光傳)〉을 바쳤는데 이는 이성계에게 곽광이 창읍왕 유하를 폐위한 것처럼 우왕을 폐위하라고 권한 것이었다.

## 같이 보기
- 곽거병
- 상관걸
- 김일제

| 전임 (사실상) 위청 | 전한의 대사마 기원전 67년 | 후임 (사실상) 장안세 |

| 선대 (첫 봉건) | 전한의 박륙후 기원전 85년 정월 임인일 ~ 기원전 68년 | 후대 아들 곽우 |